# Dioscorea deflexa
Dioscorea deflexa är en enhjärtbladig växtart som beskrevs av August Heinrich Rudolf Grisebach. Dioscorea deflexa ingår i släktet Dioscorea och familjen Dioscoreaceae. Inga underarter finns listade i Catalogue of Life.